# Maria da Hungria
Maria I da Hungria (em húngaro: Mária; 1371 — Buda, 17 de maio de 1395) foi Rainha soberana da Hungria de 1382 até a sua morte. A partir de 1387, Maria e seu marido, Sigismundo de Luxemburgo, passaram a reinar em conjunto, embora, de fato, este último governasse sozinho.
Seu primo Carlos destronou-a em 1385, mas morreu envenenado no ano seguinte, e Maria foi então restaurada.
Com a sua morte sem descendentes, extinguiu-se a linhagem húngara da dinastia angevina. Sigismundo continuou a reinar na Hungria.